# ويليام براونينج
ويليام براونينج (بالإنجليزية: William Browning)‏ هو عازف بيانو أمريكي، ولد في 31 يناير 1924، وتوفي في 9 نوفمبر 1997.

## وصلات خارجية
- ويليام براونينج على موقع ميوزك برينز (الإنجليزية)
- ويليام براونينج على موقع ديسكوغز (الإنجليزية)